# Фронтир
Фронтир (від англ. frontier — «кордон», «пограниччя») — територія на межі двох різних суспільств. Є перехідною зоною, яка, як правило, слабо інтегрована в державні структури та має динамічний характер, характеризована високою взаємодією різних, часто ворожих культур.

## Теорія фронтиру
12 липня 1893 року під час Всесвітньої виставки в Чикаго на з'їзді Американської історичної асоціації професором Вісконсинського університету Фредериком Тернером, у його доповіді «Значення фронтиру в історії США», була висунута гіпотеза, що американське суспільство, зокрема такі його риси, як демократизм та індивідуалізм, американська винятковість, сформували передовсім відкриті простори Дикого Заходу, прикордонні умови, постійна експансія європейських переселенців на захід. Доповідь розпочала гостру й безпрецедентно тривалу дискусію. Протягом наступних десятиліть теорія фронтиру була значно розвинена й розширена послідовниками Тернера.
Тернер визначав фронтир як зону поселень експансивного суспільства на межі зіткнення «цивілізації» з «варварством», де суспільство та уряд або несформовані, або недоформовані. Брак вільних земель на Сході, їхній неосяжний резервуар на Заході та потяг до свободи просував фронтир поселень дедалі далі в глибину континенту.
Як згодом уточнив дефініцію фронтиру Рей Аллен Біллінґтон, це «географічний регіон, прилеглий до незаселених регіонів континенту, де низький коефіцієнт заселеності та незвичайно багаті натуральні ресурси, досі неексплуатовані, дають малозабезпеченим винятковий шанс покращити своє соціальне та економічне становище».
Поступово Тернерове поняття фронтиру як поселення на нібито «вільних» землях межі «цивілізації» з «варварством» змінилося до невпізнаванності. Тепер дослідники здебільшого апелюють до сформованого 1940 року Овеном Латимором, іншим видатним американським ученим, уявлення про фронтир як зону інтенсивної взаємодії різних культур. Як уточнила дефініцію фронтиру американська історикиня літератури Аннет Колодни, це «обмежений простір змінних цінностей, де різні культури вперше стикаються з „іншістю“ (otherness) й сприймають, пристосовують або одомашнюють її».

## Американський фронтир
В історії США фронтир — це зона освоєння Дикого Заходу, розташована на території сучасних штатів Північна Дакота, Південна Дакота, Монтана, Вайомінг, Колорадо, Канзас, Небраска і Техас, яка поступово розширювалася й переміщалася на захід — аж до Тихоокеанського узбережжя. Бюро перепису населення США визначало фронтир як межу, за якою щільність населення була менше 2 осіб на квадратну милю.
Після перемоги у Війні за незалежність і підписання Версальського мирного договору 1783 року Сполучені Штати отримали формальний контроль над британськими територіями на захід від Аппалачі. Багато тисяч поселенців уже досягли Кентуккі, Теннессі й прилеглих територій. Деякі землі в Огайо, такі як Військовий округ Вірджинія і Західний резерв Коннектикуту, були використані як нагорода ветеранам війни. Спосіб формального приєднання цих нових прикордонних областей до території держави був важливою проблемою Континентального конгресу в 1780 році й був частково визначений Північно-західним планом (1787). Південно-західні території також ставали напрямком для нових переселенців.
Протягом наступного століття сотні тисяч переселенців (піонерів) були залучені в розширення держави в напрямку цих територій та інших, придбаних згодом земель (Купівля Луїзіани, Мексики, Гадсдена та ін.). Питання, чи буде канзаський фронтир рабовласницьким або вільним, був іскрою для початку Громадянської війни. До 1860 року демократи Півночі в основному просували ідею про спрощення процесу придбання землі, віги й демократи Півдня її відкидали. Мешканці Півдня виступали проти Гомстед-акту, бо він підтримував зростання кількості вільних селян, які могли виступати проти рабства.
Республіканська партія США, яка прийшла до влади в 1860 році, проводила політику вільної землі, найбільш важливим у якій став Гомстед-акт 1862 року, який спільно з залізничними земельними грантами відкрив шлях до дешевих (але не безкоштовних) земель. До 1890 року лінія фронтиру розбилася на відокремлені ділянки й зникла.
Фронтир залишив свій слід у популярній культурі: події освоєння нових земель було використано в пригодницьких романах, шоу Дикого Заходу, вестернах.

## Великий фронтир Європи в XV—XVIII ст
Одним із прикладів фронтиру, який має пряме відношення до України, був Великий фронтир Європи в XV—XVIII ст. на Балканах та в Східній Європі. У XV ст. на християнсько-мусульманському порубіжжі Європи турки й татари створили зону постійної конфронтації та військової напруги, яка існувала протягом кількох сторіч, що в значній мірі визначило історичну долю всіх «народів на фронтирі». Український відтинок був також частиною споконвічного Великого степового фронтиру, західної межі Великого Євразійського степу, який дістався в спадок ще від Київської Держави. Фактично, лише український відтинок фронтиру, був у повному розумінні, цивілізаційним, оскільки на балканському відрізку, по обидва боки кордону, жило християнське населення, але один бік був завойований турками, а інший ні (хоча й український відтинок ніколи не був абсолютним — у Криму приморські міста були багатоетнічними та багатоконфесійними, а окремі кримські колонії були під зверхністю Литви й Польщі на території України та Білорусі, не кажучи вже про невільників). Тут були особливі та доволі складні умови життя, формувався його специфічний уклад, кристалізувався унікальний характер і ментальні установки, присутність яких в українському характері матиме неабияке значення вже в подальшому розвитку етносу.
Кордон ніколи не був постійним — протягом століть він рухався то в один бік, то в інший. Так само він не був і непроникним бар'єром — як в етнічному, так і в культурному плані. Це була зона активної взаємодії культур і взаємозапозичень, а контури самого кордону майже ніколи не були чіткими.

### Вплив на козацтво
Великий фронтир відіграв чільну ролю в становленні українського козацтва. Сучасні історичні дослідження доводять величезну подібність між українськими козаками та іншими схожими військово-корпоративними спільнотами, які існували одночасно з ними в Європі: хорватські граничари, угорські гайдуки й секеї, донські козаки та деякі менші. Ці спільноти були схожими за причинами своєї появи, структурою та долею — усіх їх було позбавлено самоврядування у XVIII ст., коли загроза з боку Оттоманської Порти зменшилась (і скрізь ці процеси пройшли не зовсім мирно). Звісно ж, були й відмінності між ними, які пояснюються специфікою історичного розвитку кожної з цих спільнот та народів, вихідцями з яких вони були. Для Європи ці суспільства були нетрадиційними, але лише вони могли ефективно виконувати роль авангарду християнства.
Головна відмінність українського козацтва від споріднених спільнот полягала в тому, що Литва й Польща не змогли використати закладеного в ньому потенціалу в інтересах держави, на відміну від панівних верств Хорватії, Австрії, Угорщини та Московії, які вчасно усвідомили ефективність подібних спільнот і змогли належним чином забезпечити фінансування й організувати стосунки з ними.
Водночас обидва боки фронтиру були не такими вже й антагоністичними, зокрема, можна згадати численні спілки українських козаків з татарами та турками, а хорватські граничари неодноразово заявляли, що «готові швидше повернутись під владу турків, ніж підкоротися хорватським панам».
За своїм суспільним становищем це переважно були привілейовані, проміжні між шляхтою й селянством суспільні верстви. Усвідомлюючи свою станову зверхність над селянами, вони іноді ставали засобом придушення селянських виступів, хоча доволі часто вони разом із селянами брали участь у повстаннях.